# Petrovo Brdo
Petrovo Brdo – rozproszona osada w górnym krańcu Wąwozu Bačy (Baška grapa) w gminie Tolmin.
Osada leży u szczytu przełęczy o wysokości 803 m n.p.m. przy drodze Železniki – Bača pri Modreju na dziale wód między Wąwozem Bačy i Selšką doliną, czyli na dziale między Sawą i Soczą. Obszar ten był w poprzednich stuleciach ciężko dostępny transportowo, mimo tego, że przez przełęcz wiódł ważny szlak handlowy z Selškiej Doliny do doliny Bačy. Ten trakt był stworzony już w późnym średniowieczu. Dostęp na miejsce ułatwiła w 1903 poszerzona droga do Podbrda i w 1959 również poszerzona droga do Bohinjskiej Bistricy przez Sorišką planinę.

## Historia
W starych wzmiankach najpierw pisze się o osadzie pod niemiecką nazwą Peterlinseckh. Do XIX wieku były tu tylko cztery górskie gospodarstwa, Wieś powstała w ramach średniowiecznej kolonizacji rolników z tyrolskiej doliny Puster (Pustertal). Należała do majątku trzynastu wsi pod nazwą Rut. Na całym obszarze narzecze tyrolskie zachowało się do XVII wieku. O tym świadczą niektóre nazwy geograficzne i nazwiska. Między dwiema wojnami światowymi osada, która leżała na granicy z Włochami nie rozwijała się. W pobliżu przełęczy Włosi wybudowali wielki budynek straży granicznej, który po II wojnie światowej służył sanatorium chorób płuc z Golnika.
Petrovo Brdo jest punktem wyjściowym szlaków turystycznych na Porezen (1622 m) na południu i Slatnik (1598 m) na północy.